# Ferdinand Fabre

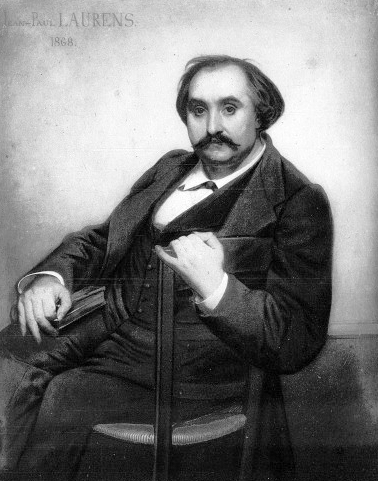
Ferdinand Fabre, porträtt av Jean-Paul Laurens.

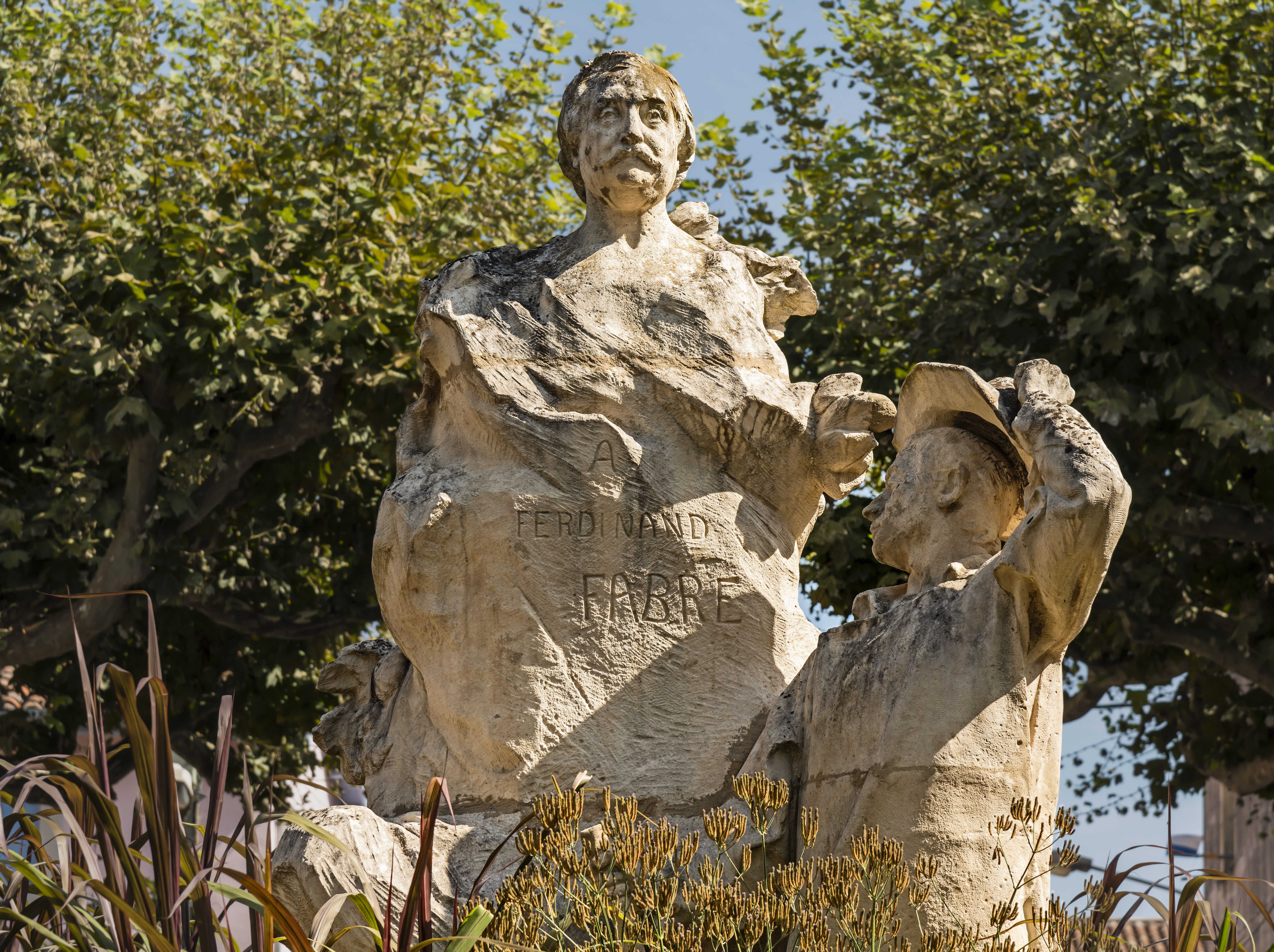
Ferdinand Fabre.

Ferdinand Fabre, född 9 juni 1828 i Bédarieux (Hérault), död 11 februari 1898 i Paris, var en fransk författare.
Fabre var föregångare till Paul Bourget i den så kallade intuitivismen och dess reaktion mot Émile Zola. Förutom en del ungdomslyrik framträdde Fabre först med romanen Le Courbezon, scènes de la vie cléricale och skrev därefter ett stort antal romaner, bland vilka särskilt märks Scènes de la vie rustique. Le chevrier (1868, på 1500-talsspråk), L'abbé Tigrane, candidat à la papauté (1873, svensk översättning 1902), samt Lucifer (1884). Fabres självbiografiska Ma jeunesse. Mon cas littéraire utgavs postumt 1903.